# Södermalmshalle

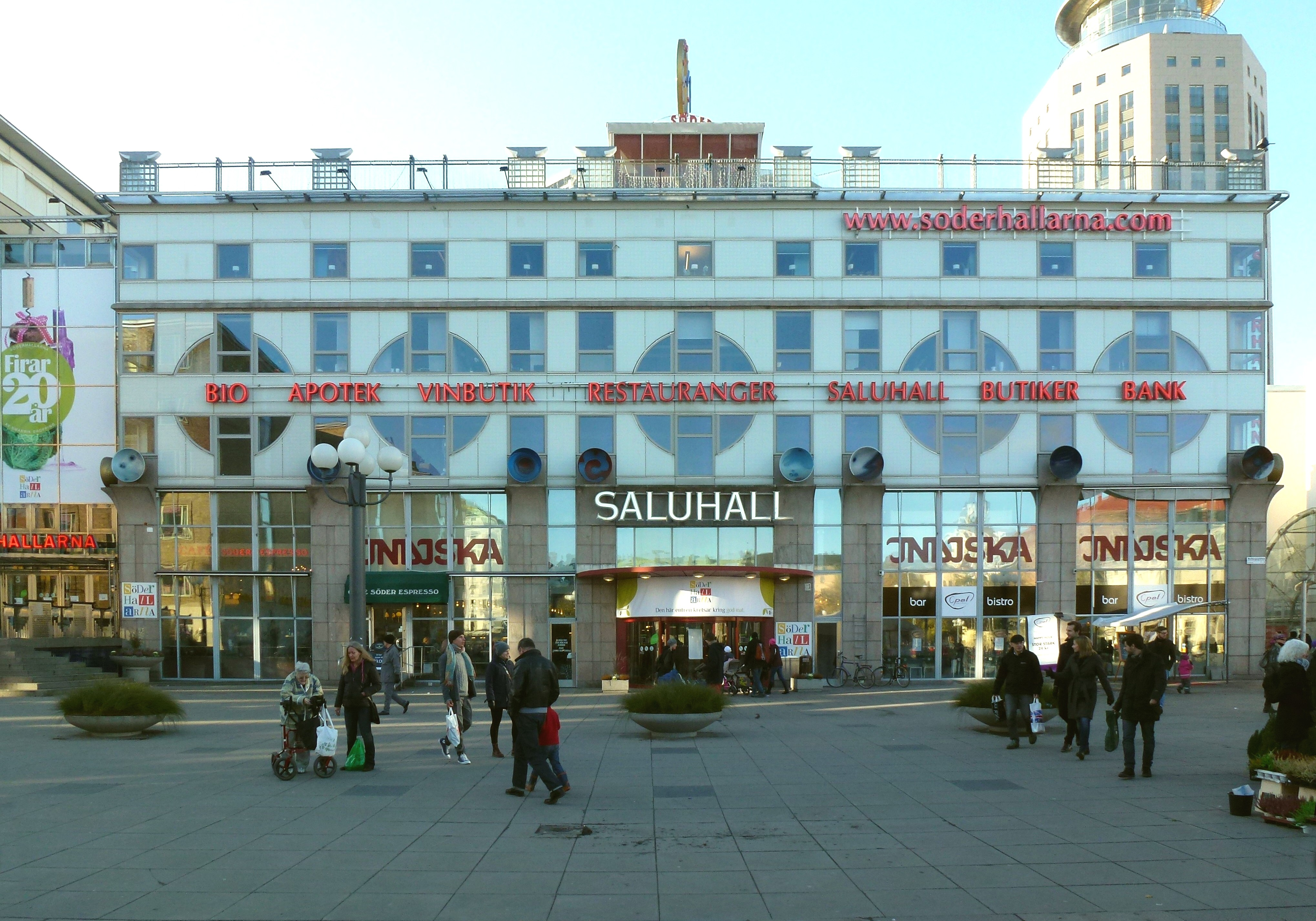
Södermalms saluhall

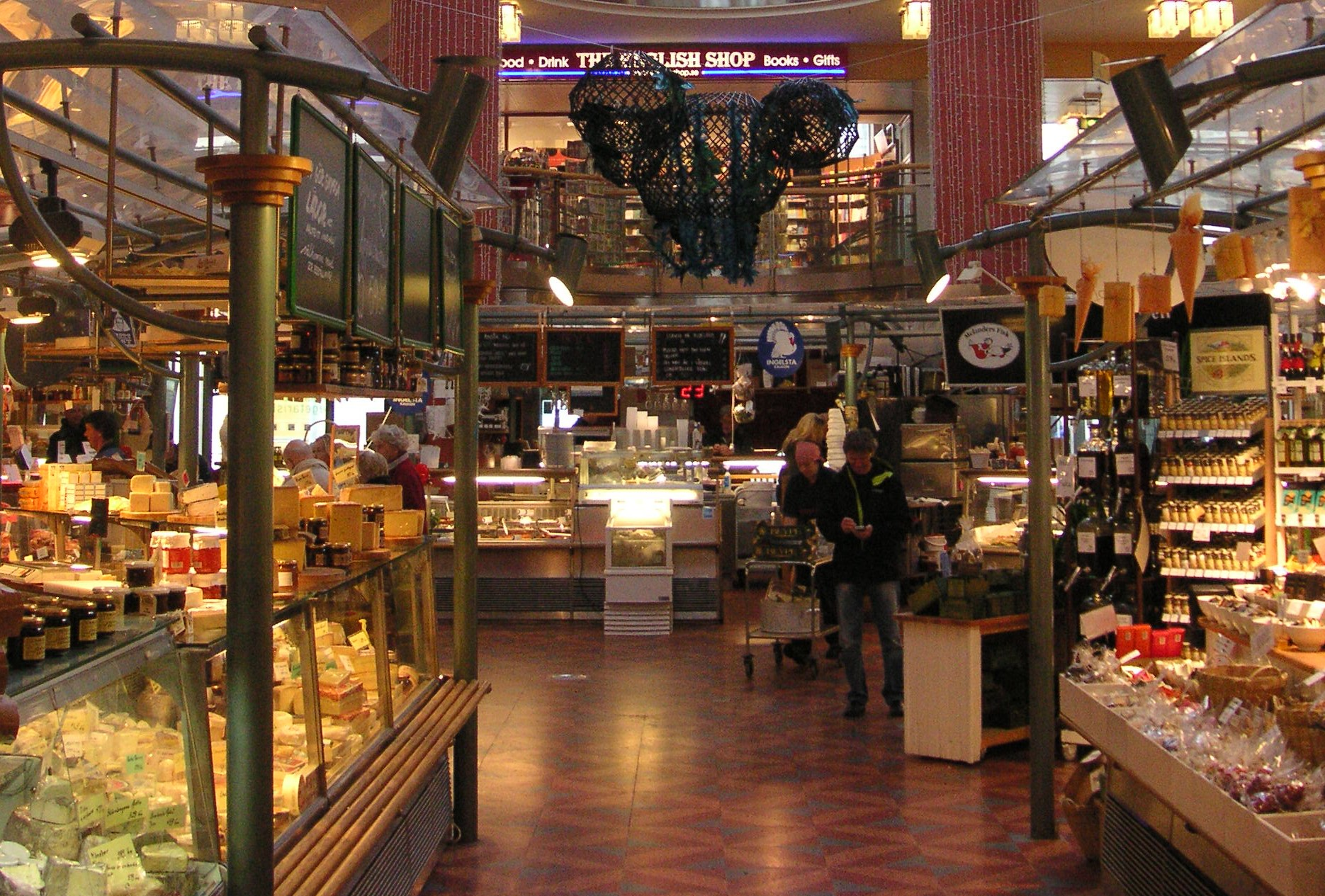
Södermalms saluhall

Die Södermalmshalle (schwedisch Söderhallarna oder Södermalms saluhall) ist eine Markthalle im Stadtteil Södermalm in Stockholm.
Die Södermalmshalle bildet die westliche Begrenzung des Medborgarplatsen. Sie ist Stockholms neueste Markthalle und wurde 1992, nach dem Entwurf des Architekten Bo Kessel, fertiggestellt. Der Gebäudekomplex enthält zwei Teile, beide mit hellen, verglasten Innenhöfen und mit zahlreichen Restaurants, Geschäften und Büroräumen sowie einem Multiplex-Kino.
Die Markthalle befindet sich im nördlichen der beiden Bauten. Die Fassade zeigt die typische Architektur der 1990er Jahre, bestehend aus Glas, Aluminium und Beton. Das Interieur ist hell mit umlaufenden Galerien, wo sich zahlreiche Geschäfte befinden. Im Erdgeschoss, mit direktem Zugang vom Medborgarplatsen, liegt der Markt mit vielen kleinen, selbständigen Händlern, die schwedische Spezialitäten und Delikatessen anbieten.